# Mikel Villanueva
Mikel Villanueva Álvarez (San Cristóbal, Venezuela, 14 de abril de 1993) es un futbolista venezolano que juega como defensa en el Vitória Guimarães de la Primeira Liga de Portugal.

## Trayectoria

### Inicios
Villanueva no pasó por juveniles, ya que comenzó a jugar al fútbol a los 19 años como profesional. Siempre jugó al fútbol pero no profesionalmente, lo que practicaba formalmente era el béisbol, hasta que el técnico Manolo Contreras lo llevó directo al Deportivo Táchira "B" para luego saltar al primer equipo.

### Deportivo Táchira
Jugó su primera temporada como profesional con el Deportivo Táchira, donde tan solo disputó 3 partidos en la temporada 2012-13; para la temporada 2013-14 disputa 2 partidos siendo el jugador de la regla juvenil utilizado por el técnico Daniel Farías.f

### ACD Lara
En junio de 2014, el ACD Lara se hace de los servicios de Mikel Villanueva para la temporada 2014/15; para el Torneo Apertura 2014, Mikel es relegado al banco de suplentes en un equipo con defensas como Chancellor, Rey y Pernía. Su debut con el ACD Lara fue en un partido por Copa Venezuela 2014 contra Policía de Lara FC. 
Con el ACD Lara jugó 20 partidos, 16 de ellos como titular, sumando 1453 minutos y marcando 4 goles, sin recibir amonestaciones.

### Atlético Malagueño
En julio de 2015 se marchó cedido al filial del Málaga C. F., el Atlético Malagueño por una temporada con opción de compra.

### Málaga C. F.
El 16 de octubre de 2016 debutó con el Málaga C. F. en el empate 1:1 contra el Deportivo Alavés. Villanueva jugó como central todo el encuentro, lo que le valió elogios de su técnico Juande Ramos. Estuvo a préstamo en algunos equipos como Cádiz C. F., C. F. Reus Deportiu y Gimnàstic de Tarragona. 

### Portugal
El 31 de agosto de 2020 firmó contrato con el C. D. Santa Clara de la Primera División de Portugal por dos años luego de finalizar su contrato con el Málaga C. F. Debutó oficialmente el 20 de septiembre con victoria de su equipo 2 goles por 0.
Al quedar libre una vez expiro su contrato con el equipo azoriano, se unió al Vitória S. C. por tres temporadas.

## Selección nacional
El seleccionador Noel Sanvicente lo convocó por primera vez para un amistoso contra la selección de Costa Rica donde fue titular y su equipo ganó por 1-0 con anotación de Wilker Ángel.
Fue convocado para los partidos de Eliminatoria contra Perú y Chile, fue titular y jugó los 90 minutos en Lima, anotando su primer gol. El partido finalizaría 2-2.

### Participaciones con la Selección
| Copa América            | Sede            | Resultado        | Partidos | Goles |
| ----------------------- | --------------- | ---------------- | -------- | ----- |
| Amistosos               | Amistosos       | Amistosos        | 12       |       |
| Copa América Centenario | Estados Unidos  | Cuartos de final | 0        | 0     |
| Eliminatorias 2018      | América del Sur | 10.º lugar       | 11       | 2     |
| Copa América 2019       | Brasil          | Cuartos de final | 2        | 0     |
| Copa América 2021       | Brasil          | Primera ronda    | 1        | 0     |
| Total                   | Total           | Total            | 26       | 2     |

### Goles internacionales
| #  | Fecha               | Lugar                                             | Rival | Gol | Resultado | Competición        |
| -- | ------------------- | ------------------------------------------------- | ----- | --- | --------- | ------------------ |
| 1. | 24 de marzo de 2016 | Estadio Nacional de Lima, Lima, Perú              | Perú  | 2–0 | 2-2       | Eliminatorias 2018 |
| 2. | 23 de marzo de 2017 | Estadio Monumental de Maturín, Monagas, Venezuela | Perú  | 1–0 | 2-2       | Eliminatorias 2018 |

## Clubes
| Club                            | País      | Año           | Partidos | Goles |
| ------------------------------- | --------- | ------------- | -------- | ----- |
| Deportivo Táchira               | Venezuela | 2013-2014     | 5        | 0     |
| ACD Lara                        | Venezuela | 2014-2015     | 20       | 4     |
| Atlético Malagueño (cedido)     | España    | 2015-2016     | 31       | 3     |
| Málaga C. F.                    | España    | 2016-2020     | 34       | 1     |
| Cádiz C. F. (cedido)            | España    | 2017-2018     | 16       | 0     |
| C. F. Reus Deportiu (cedido)    | España    | 2018          | 12       | 0     |
| Gimnàstic de Tarragona (cedido) | España    | 2019          | 17       | 0     |
| C. D. Santa Clara               | Portugal  | 2020-2022     | 61       | 2     |
| Vitória S. C.                   | Portugal  | 2022-presente | 69       | 1     |